# ليل ورجال (مسلسل)
ليل ورجال هو مسلسل سوري تلفزيوني من إنتاج شركة «المسار للإنتاج الفني» وشركة «فراس إبراهيم».
وعرض لأول مرة في رمضان لعام 2008 ، وتدور أحداث المسلسل حول قضايا الشعوذة المنتشرة حالياً بكثرة في الوطن العربي، فيناقش المسلسل هذه القضايا بالمعنى والمفهوم الكبير من خلال شخصية الدجال (أبو معروف)، والدجال (أبو شعبان)، حيث ألقى المسلسل نظرة على بيت الدجال، وناقش علاقته مع زوجته، كما سلط الضوء على الجانب النفسي لدى من يلجئون إلى الشعوذة، واستعدادهم لتقبل ما يأمرهم به الدجالون، ووضّح استهداف الدجالين لنقود الأغنياء وأجساد الفقيرات.

## بطولة
من بطولة نخبة من ألمع النجوم السوريين منهم:- 
- فراس إبراهيم.
- أسعد فضة.
- لينا حوارنة.
- سمر سامي.
- باسم ياخور.
- نضال سيجري.
- سعد مينه.
- هدى شعراوي.
- وفاء موصللي.
- هاني الروماني.
- سليم كلاس.
- نجاح حفيظ.
- صفاء سلطان.
- مروة الأطرش.

## إخراج
- سمير حسين

## سيناريو وحوار
- محمد العاص

## سنة العرض
تم عرضه في رمضان عام 2008